# XIIIe législature de la Troisième République française
La XIIIe législature de la IIIe République est un cycle parlementaire qui s'ouvre le 1er juin 1924 et se termine le 31 mai 1928. Le président de la Chambre des députés est Paul Painlevé du 9 juin 1924 au 21 avril 1925, puis est remplacé par Édouard Herriot.

## Composition de la Chambre des députés
Président : Paul Painlevé 
| Groupe parlementaire               | Groupe parlementaire               | Groupe parlementaire                          | Députés |  |
| Groupe parlementaire               | Groupe parlementaire               | Groupe parlementaire                          | Total   |  |
| ---------------------------------- | ---------------------------------- | --------------------------------------------- | ------- |  |
|                                    | COM                                | Communiste                                    | 26      |  |
|                                    | PS                                 | Parti socialiste                              | 104     |  |
|                                    | RSSF                               | Républicain-socialiste et socialiste français | 43      |  |
|                                    | RRS                                | Radical et radical-socialiste                 | 139     |  |
|                                    | DEM                                | Démocrates                                    | 14      |  |
|                                    | GR                                 | Gauche radicale                               | 42      |  |
|                                    | GRD                                | Gauche républicaine démocratique              | 43      |  |
|                                    | RG                                 | Républicains de gauche                        | 38      |  |
|                                    | URD                                | Union républicaine et démocratique            | 104     |  |
|                                    |                                    |                                               |         |  |
| Total de députés membre de groupes | Total de députés membre de groupes | Total de députés membre de groupes            | 553     |  |
|                                    | Députés non-inscrits               | Députés non-inscrits                          | 28      |  |
|                                    |                                    |                                               |         |  |
| Total des sièges pourvus           | Total des sièges pourvus           | Total des sièges pourvus                      | 581     |  |

## Composition de l'exécutif

### Gouvernements successifs
La XIIIe législature compte neufs gouvernements : 
| Gouvernement | Gouvernement                                       | Gouvernement    | Dates (Durée)                                                     | Président du Conseil                               | Coalition                                 |
| ------------ | -------------------------------------------------- | --------------- | ----------------------------------------------------------------- | -------------------------------------------------- | ----------------------------------------- |
|              |                                                    | François-Marsal | du 8 juin 1924 au 10 juin 1924 (2 jours)                          | Frédéric François-Marsal (Fédération républicaine) | Bloc national                             |
|              |                                                    | Herriot I       | du 14 juin 1924 au 10 avril 1925 (9 mois et 2 jours)              | Édouard Herriot (Parti radical)                    | Cartel des gauches (PRRRS, RI, PRS, SFIO) |
|              |                                                    | Painlevé II     | du 17 avril 1925 au 27 octobre 1925 (6 mois et 10 jours)          | Paul Painlevé (Parti républicain-socialiste)       | Cartel des gauches (PRRRS, RI, PRS, SFIO) |
| Painlevé III | du 29 octobre 1925 au 22 novembre 1925 (24 jours)  |                 |                                                                   | Paul Painlevé (Parti républicain-socialiste)       | Cartel des gauches (PRRRS, RI, PRS, SFIO) |
|              |                                                    | Briand VIII     | du 28 novembre 1925 au 6 mars 1926 (3 mois et 26 jours)           | Aristide Briand (Parti républicain-socialiste)     | Cartel des gauches (PRRRS, RI, PRS, SFIO) |
| Briand IX    | du 6 mars 1926 au 15 juin 1926 (3 mois et 6 jours) |                 |                                                                   | Aristide Briand (Parti républicain-socialiste)     | Cartel des gauches (PRRRS, RI, PRS, SFIO) |
| Briand X     | du 15 juin 1926 au 17 juillet 1926 (24 jours)      |                 |                                                                   | Aristide Briand (Parti républicain-socialiste)     | Cartel des gauches (PRRRS, RI, PRS, SFIO) |
|              |                                                    | Herriot II      | du 19 juillet 1926 au 21 juillet 1926 (2 jours)                   | Édouard Herriot (Parti radical)                    | (PRRRS, RI, PRS, PRDS)                    |
|              |                                                    | Poincaré IV     | du 23 juillet 1926 au 6 novembre 1928 (2 ans, 3 mois et 14 jours) | Raymond Poincaré (PRDS et AD)                      | Union nationale (AD, RI, PRRRS, PRS, FR)  |